# Газиантепспор
Газиантепспор (на турски: Gaziantepspor) е турски футболен клуб от град Газиантеп.
История

## Успехи
Газиантепспор е скромен клуб и няма особени успехи. Двукратен бронзов медалист от турското първенство през сезони 1999/00 и 2000/01, както и две четвърти места през 2002/03 и 2003/04.

## Известни футболисти
- Бето

## Български футболисти
- Димчо Беляков: 1998 - (23 мача - 10 гола)
- Стефан Юруков: 1998 (пролет) - (12 мача - 6 гола)
- Здравко Лазаров: 2003/06 - (88 мача - 37 гола)
- Георги Иванов – Гонзо: 2005/06 - (13 мача - 1 гол)
- Ивелин Попов: 2010/12 - (60 мача - 6 гола)

## Газиантепспор в Европа
| Сезон   | Турнир       | Държава | Клуб           | Резултат     |
| ------- | ------------ | ------- | -------------- | ------------ |
| 2000/01 | Купа на УЕФА | Испания | Алавес         | 0 – 0, 3 – 4 |
| 2001/02 | Купа на УЕФА | Молдова | Зимбру Кишинев | 0 – 0, 4 – 1 |
|         |              | Израел  | Апоел Тел Авив | 0 – 1, 1 – 1 |
| 2003/04 | Купа на УЕФА | Израел  | Апоел Тел Авив | 1 – 0, 0 – 0 |
|         |              | Франция | Ланс           | 3 – 0, 3 – 1 |
|         |              | Италия  | АС Рома        | 1 – 0, 0 – 2 |